# Rosengartenspitze
Rosengartenspitze (italsky Cima Catinaccio, Ladinsky Ciadenac) je svými 2981 m nadmořské výšky druhým nejvyšším, ale zároveň zdaleka nejprominentnějším vrcholem skupiny Rosengarten v Dolomitech. Je součástí Přírodního parku Schlern-Rosengarten.
Samotný hřeben Rosengartenspitze dosahuje délky asi 1 km, a sestává ze severního vrcholu (2919 m n. m.), hlavního vrcholu (2981 m n. m.) a jižního vrcholu (2913 m n. m.) Nejpůsobivější je až 600 m vysoká východní stěna.
Prvovýstup Rosengartenspitze provedli dne 31. srpna 1874 Britové Charles Comyn Tucker a T. H. Carson s vůdcem Francoisem Devouassoudem (některé zdroje uvádějí jméno vůdce Louis Bernard) dnešní běžnou trasu po západní straně a severním hřebenem. Přístup na normální trasu je v současnosti nejsnadnější od západu od Kölner Hütte zajištěnou cestou - ferátou od chaty Santnerpasshütte z průsmyku Santnerpass nebo z východu dlouhým údolím Vajolet.
600 metrů vysoká, hladká východní stěna Rosengartenspitze byla slezena poprvé v létě 1886 (podle jiných zdrojů na 28. srpna 1896) britskými horolezci A. G. S. Raynorem a J. S. Phillimorem spolu s horskými vůdci Antoniem Dimaiem a Luigim Rizzim.